# Clearwire
Clearwire Corporation (Literalmente traducido: "alambre claro" estilizada como clearw˙re que fonéticamente traducido significa somos claros) es un proveedor de servicios de Internet inalámbrico (WISP) presente en los Mercados de Estados Unidos , Bélgica , España , Dinamarca (con Danske Telecom) y México (a través de MVSNet). Clearwire, fundada por el pionero de teléfonos móviles Craig McCaw en octubre de 2003,  tiene su sede en Kirkland, Washington . Clearwire utiliza una tecnología inalámbrica 4G llamada WiMAX de transmisión desde las estaciones base de telefonía móvil en el espectro con licencia de 2.5-2.6 GHz en los EE. UU.
El 7 de mayo de 2008, Clearwire y Xohm, la unidad de banda ancha inalámbrica de Sprint Nextel anunció su intención de fusionarse, combinando la red WiMAX 4G de Sprint (Xohm) con la red de banda ancha WiMAX de Clearwire. Sprint posee el 54% de la empresa, con ex-accionistas de Clearwire accionistas poseyendo un 27% - un consorcio de Comcast, Time Warner Cable, Intel, Google y Bright House Networks invirtió 3,2 mil millones dólares y tiene el equilibrio.  Clearwire y las compañías de cable van a comprar de banda ancha móvil 3G de Sprint como OMV. Clearwire / Sprint Nextel se lanzó oficialmente en Portland, Oregon, como el primer mercado con el nuevo servicio. El servicio 4G de Clearwire se presta bajo la marca CLEAR (CLARO),  excepto en aquellos mercados en los que el nombre Clearwire ya se ha establecido y donde el servicio CLEAR no está disponible.  CLEARO 4G Hoy en día está disponible en 71 mercados en los EE. UU., prestando servicio a más de 110 millones de personas.
El 9 de marzo de 2009,  Clearwire nombró a Bill Morrow consejero delegado, en sustitución de Benjamin Wolff, quien se convirtió en copresidente de Craig McCaw. Morrow, de 49 años, dejó el cargo de CEO de Pacific Gas and Electric Company. Morrow había ocupado previamente un número de cargos altos en Vodafone. 
El 31 de diciembre de 2010, McCaw renunció como presidente de Clearwire y fue reemplazado por John W. Stanton.

## España
En España, el servicio que ofrece no limita la velocidad ni cantidad de datos de carga o descarga, siendo la velocidad del servicio será la máxima técnicamente posible en cada momento, siendo la velocidad media de 1 a 3 Mbps.